# Cantharellus attenuatus
Cantharellus attenuatus är en svampart som beskrevs av Cleland 1934. Cantharellus attenuatus ingår i släktet Cantharellus och familjen kantareller.   Inga underarter finns listade i Catalogue of Life.